# 移
移（い）とは、律令制における公文書の様式の1つで、上下関係にない官司間において相互に授受する文書である。ただし、当事者の一方もしくは双方が令外官であった場合には牒を用いることとなっている。
移は中国においては古くから存在した公文書の様式であり、『文心雕龍』には移が易に通じ、「俗を易える（変える）」の意味を有すると解している。敦煌の遺跡から発掘された唐の開元令の残部に移に関する規定が残されており、大宝令・養老令の公式令の移の規定に類似しており、日本の移が中国律令の移入であったと見られている。律令法では、各官司は必ず所管－被管の上下関係を有しているが、自己所管－被管関係の枠外にある官司との文書のやりとりの際にこれを用いた。代表的な事例としては、八省間の公文書のやりとりをする場合や地方の国司間の公文書のやりとりをする場合には移が用いられている。
公式令によれば、最初の行に「○○○（差出官司）移（いす）×××（相手官司）」に始まり、次行に内容を記して、書止には通常は「故移（ことさらにいす）」が用いられるが、法令などによって○○○が所管－被管関係にない×××を指揮監督することが認められている案件に関するものに対しては「以移（もっていす）」を用いて命令文書としての意味合いを持たせた。その後、年月日と作成者の位署（官職・位階・姓名）を記し、最終的には所管の省の卿の位署が付された。なお、寮司が他省及びその被管の官司に移を送付する場合には、直接相手先に送付できず、予め所管の省に移を送付する旨の解を送付して許可を得た後に所管の省から相手先の所管の省に送付する規定となっていた。
養老3年（719年）には、本来牒でやり取りが行われる僧綱・三綱と俗官官司との文書のやり取りは、「移」とあるべきところを「牒」と置き換えた上で移の書式で作成することとされた。それが養老律令公式令にも反映されており、大宝律令との最大の違いであったと考えられている。以後も、律令制官司間のやりとりは移で行われていたが、牒を用いる令外官の増加とともに曖昧となっていき、次第に移に代わって牒の書式で作成されるようになっていった。また、前述のように寮司が他省及びその被管の官司に直接移を送付できない規定の存在を不便として直接相手先の官司へ牒を送付する風潮が生じたこともこれに拍車をかけた。なお、移はあくまで官司間における公文書のやり取りであり、保管年限が過ぎれば全て廃棄されたものと考えられている。そのため、正倉院文書などの一部例外を除いてほとんど現存していないとされている。